# Шкалське Цирковце
Шкалське Цирковце (словен. Škalske Cirkovce) — поселення в общині Веленє, Савинський регіон, Словенія. 
Висота над рівнем моря: 615,3 м.